# لاسلطوية معماة

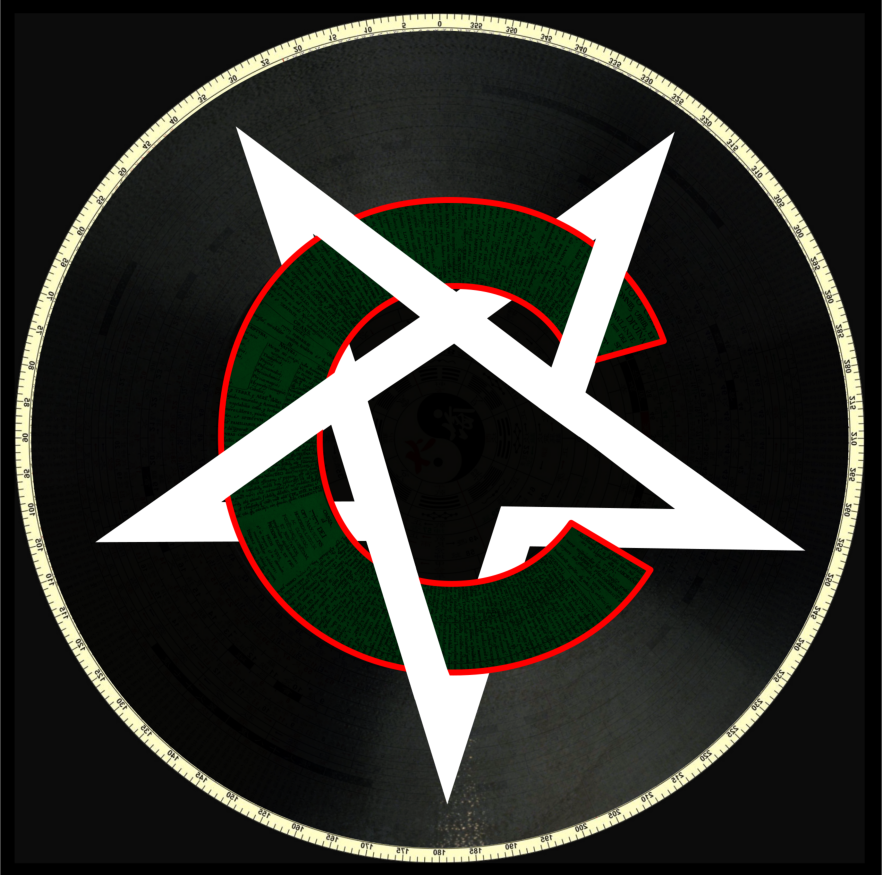

اللاسلطوية المعماة أو اللاسلطوية المشفرة (بالإنجليزية: Crypto-anarchism) شكل من اللاسلطوية يتحقق خلال تقنيات الحوسبة. يستخدم أناركيو التشفير برمجيات علم التعمية للحفاظ على السرية والأمان أثناء إرسال المعلومات واستقبالها عبر شبكات الحاسوب، في محاولة لحماية خصوصية النشطاء وضمان الحرية السياسية والاقتصادية التي يتمتعون بها.
باستخدام برمجيات علم التعمية، يكون الرابط بين هوية مستخدم محدد أو منظمة والاسم المستعار الذي يستخدمونه صعب المنال، إلا إذا أظهر المستخدم هذا الرابط. يصعب تحديد أي قوانين سنتها الدولة ستُخرق، ولا تحديد موقع مشارك معين. ربما ينشئ المشاركون نظريًا قوانين جديدة عبر العقود الذكية أو الأسماء المستعارة، بناءً على السمعة الشبكية.

## الأصل
قدم تيموثي س. ماي في «بيان الأناركية المعماة» عام 1988 المبادئ الأساسية للأناركية المعماة، التبادلات المعماة وضمان الخفاء الكامل (الشكل المجهول)، وحرية التعبير الكاملة، وحرية التجارة الكاملة، مع عداوة متوقعة من الدول.

## الاصطلاح
تأتي كلمة Crypto من الكلمة الإغريقية القديمة kruptós وتعني «خفي» أو «سري». تشير الأناركية المعماة إلى نظرية سياسية أناركية قائمة على الوسائل المعماة، بالإضافة إلى شكل من الأناركية يعمل في السر.

## الدوافع
ترغب الأناركية المعماة، ومن ضمن دوافعها الرئيسة، التصدي للجاسوسية الرقمية على شبكات التواصل الحاسوبية. تحاول الأناركية المعماة توفير الحماية من الرقابة الشاملة التي تقوم بها الحكومة، مثل بريسم وتمبورا والاحتفاظ بالبيانات ورقابة إن إس إيه بلا إذن، وغرفة 641A ومؤسسة إذاعة الدفاع الوطنية وغيرها. يرى أناركيو التشفير أن تطوير واستخدام برمجيات علم التعمية وسيلة دفاع أساسية ضد مثل تلك المشاكل، بالمقابلة مع الفعل السياسي.
التخوف الثاني هو تغول الرقابة، خاصة الرقابة على الإنترنت، على أرضية حرية التعبير. تمكن البرامج التي تستخدمها الأناركية المعماة من قراءة المعلومات على الإنترنت أو شبكات الحاسوب الأخرى ونشرها بهوية خفية. إذ تسمح شبكات مثل تور وآي 2 بي وفري نت والعديد من المواقع الشبيهة بالتوصل إلى صفحات «خفية» على الشبكة، لا يتمكن من رؤيتها إلا مستخدمو هذه البرامج، بينما تسمح مشاريع مثل بتمسدج بإنشاء أنظمة مراسلة مجهولة لاستبدال البريد الإلكتروني المعتاد. يساعد ذلك كاشف الفساد والمعارضة السياسية في الأمم القمعية على نشر المعلومات.
ثالثًا، بناء اقتصاد الظل والمشاركة فيه، ويشمل هذا الاقتصاد تطوير بدائل صالحة لأنظمة البنوك، وتطوير بدائل صالحة للأنظمة المالية التي توفر للمستخدم الخيارات المتاحة للمزيد من الخصوصية والتخفي. مكنت العملة المعماة مثل بيتكوين والخدمات الأخرى مثل سيلك رود والسوق السوداء المعادة، مكنت تجارة البضائع والخدمات بالقليل من التدخل القانوني. هناك أمثلة على أسواق وأدوات مركزية، وبالتالي مستضعفة. وبالمثل فإن المحافظ الإلكترونية الموظفة ببيتكوين مركزية وبالتالي مستضعفة. يصعب على مؤسسات تطبيق القانون استهداف الأسواق والعملات المتداولة عندما تتمتع باللامركزية والانتشار، وربما توفر المزيد من الأمان بين المستخدمين. يُعتبر أوبن بازار من المتاجر اللامركزية الموزعة قيد التطور. التحدي الجبار لتطوير هذه الأنظمة المعماة والحفاظ عليها يدفع المبرمجين للانضمام لمثل هذه المشاريع.

### علم التعمية والقانون
تجادل الأناركية المعماة أن الحياة الخاصة والرسائل والمعلومات الشخصية ستكون عرضة للانتهاك في حالة غياب قدرات علم التعمية. إنهم يعادلون بين تجريم التعمية والقضاء على سرية المراسلة. ويجادلون بأن النوع الوحيد من الدول الذي يمكنه تجريم التعمية هو الدولة البوليسية على يد دراكو. الوسائل المعماة غير قانونية بالفعل في بعض الدول، وقوانين التصدير مقيدة في دول أخرى. يجب على المواطنين في المملكة المتحدة تسليم مفاتيح فك التشفير للأنظمة الشخصية إلى السلطات. يمكن أن يؤدي الفشل في ذلك إلى السجن لمدة تصل إلى عامين، دون دليل على أي أنشطة إجرامية. 
يمكن التحايل على تسليم المفتاح قانونيًا باستخدام إعادة إنتاج المفتاح آليًا من خلال القنوات الآمنة عبر التوليد السريع لمفتاح جديد عام وخاص غير متعلق على فترات قصيرة. يمكن حذف المفاتيح القديمة بعد إعادة الإنتاج، فتكون المفاتيح القديمة غير قابلة للوصول للمستخدم النهائي، وبالتالي تعطل قدرة المستخدم على الكشف عن المفتاح القديم، حتى إذا أرادوا ذلك. تشمل التقنيات المتيحة لهذا النوع السريع من إعادة إنتاج المفاتيح التشفيرية: التشفير باستخدام المفتاح العام، وجهاز توليد رقم عشوائي، والسرية الأمامية التامة، والتشفير الانتهازي. تستخدم تطبيقات عديدة على الهواتف المحمولة حول العالم هذا النوع من التشفير. الوسيلة الوحيدة لمنع هذا النوع من التعمية نهائيًا تتم من خلال حظرها كليًا (وهذا النوع من الحظر غير قابل للتطبيق من أي حكومة غير شمولية؛ لأنه سيؤدي إلى انتهاك صارخ للخصوصية، مثل التصريح المباشر بالبحث الميداني في كل الحواسيب على فترات عشوائية دون العودة لإذن المستخدم)، أو إقامة الحواجز على استخدامها عمليًا (سواءً كانت تكنولوجية أو قانونية). تمثل تلك الحواجز صعوبة وخطورة لمستخدمي تقنيات التعمية تحد منها وتمنع انتشارها. يُعتبر التهديد بالمقاضاة سببًا للحد من استخدام وانتشار تقنية ما بصورة تفوق الاستخدام العادي لها.
الأناركية المعماة أيديولوجيا تسعى إلى إقامة بنية تحتية معلوماتية ونشرها، غير قابلة للخضوع للطلبات السلطوية بفضل تصميمها، وبالتالي لا يمكن خرق خصوصية الأفراد المستخدمين لها.

## الإنكار المقبول
تعتمد الأناركية المعماة بشدة على الإنكار المقبول لتفادي الرقابة. ينشئ الأناركيون هذا الإنكار عن طريق إرسال رسائل مشفرة إلى وكلاء (بروكسي) متصلة في شبكات الحاسوب. تُحمَّل الرسالة بكمية من المعلومات الموجهة مع الرسالة المشفرة، وتُشفَّر الرسالة مع المفتاح العام الخاص بكل وكيل من الوكلاء وبالمستقبل. يمكن لكل خلية فك تشفير الجزء الخاص بها من الرسالة، والحصول على المعلومات الموجهة لها فقط. من أي الخلايا جاءت الرسالة وإلى أي الخلايا يجب أن تصل. يُعتقد أنه من الصعب على الخلايا في الشبكة أن تعلم فحوى المعلومات التي تحملها أو هوية الأشخاص الذين يتواصلون مع بعضهم. يمكن للأقران أن يحموا هوياتهم من الآخرين باستخدام رينديفو أونيون rendevouz onions، أو التوقيع الرقمي الشبيه. لا يمكن معرفة من أرسل المعلومات ومن المقصود بها، إلا إذا تشارك الأقران أنفسهم في إظهار هذه المعلومات. انظر شبكة مختلطة، التوجيه البصلي للمزيد من المعلومات.
يزيد إخفاء بروتوكولات الاتصال من صعوبة معرفة من الذي اتصل بخدمة معينة أو اسم مستعار ما. ولأن الجرائم الجزائية غير قانونية في أغلب الأحوال، من الصعب إيقاف أي نشاط إجرامي في الشبكة دون حظر التعمية المنيع.
يمكن استخدام التشفير القابل للنكر وإخفاء الشبكات لتفادي الضبط أثناء مشاركة معلومات غير قانونية أو حساسة يخشى المستخدمون من مشاركتها دون حماية هويتهم. قد تكون تلك المعلومات عن أي شيء، بداية من البروباغاندا ضد الدولة أو كشف الفساد أو تنظيم توزيع المخدرات، أو المحتوى الإباحي غير القانوني، أو توزيع تقارير المنشقين السياسيين، أو الصفقات النقدية المجهولة.

## التجارة المجهولة
توجد العملات الرقمية والبنوك الإلكترونية المجهولة غير القابلة للتعقب في هذه الشبكات. كانت المنظمات المركزية فقط من تدير ذلك في الماضي. شملت أمثلة هذه البنوك المجهولة: «النقد الرقمي الموثوق» و«يوديل بنك»، وقد رُفعت عن الشبكة على يد منشئيها. يوكاش شبكة أموال إلكترونية. يمكن سحب كميات من الأموال نقدًا تصل إلى 500 جنيه استرليني أو 750 يورو عبر 19 رقم في قسيمة محطات الدفع أو من خلال منفذ البيع بالتجزئة.
بيتكوين عملة مولدة ومؤمنة بأجهزة الشبكات واحد لواحد، تحافظ تلك الأجهزة على سجل التعاملات خلال النظام، التي يمكن استخدامها في سياق الأناركية المعماة. يمكن إرجاع فكرة بيتكوين إلى كتاب «بيان الأناركية المعماة». يوجد هناك عدد كبير من العملات المعماة، يحتوى بعضها على دفاتر معتمة تمنع تعقب المعاملات بين الأفراد (يُعر ف البروتوكول الأول عن ذلك ببروتوكول زيروكوين).
تُعتبر سيلك رود أول سوق مجهول. تعمل سيلك رود باستخدام شبكة تور، وتعتمد كل المعاملات فيه على بيتكوين. أغلق المشروع مكتب التحقيقات الفيدرالي في عام 2013. استُبدل سيلك رود سريعًا بغيره من الأسواق المعماة، وهناك العديد من الأسواق المعماة التنافسية تعمل اليوم بالتوازي.
يُعتبر أوبن بازار مشروعًا مفتوحًا لتطوير بروتوكولات التجارة الإلكترونية للتعاملات في الأسواق اللامركزية. وتستخدم بيتكوين كعملة معماة، وتلقت إلهامها من مشروع يسمى السوق السوداء.
التجارة المجهولة يسيرة بالنسبة لخدمات المعلومات الموفرة على الإنترنت. بينما يصعب توفير المنتجات الملموسة؛ لأنه في هذه الحالة، يكون التخفي قابل للاختراق عند العبور للعالم الفيزيائي: يحتاج البائع لمعرفة موقع إرسال البضائع. المال غير القابل للتعقب يجعل من تجاهل بعض القوانين أمرًا مستحيلًا، إذ لا يمكن تطبيق القوانين دون معرفة هويات الأفراد. فمثلًا، يمكن تجنب ضريبة الدخل للخدمات الشبكية عبر شبكات الأناركية المعماة، في حالة عدم معرفة أي حكومة لهويات مقدمي هذه الخدمة.
تُعتبر سوق الاغتيال سوقًا مبنية على تور، وتعمل بوصفها أناركية معماة تحت الاسم المستعار كواباتيك سانجورو.

يقترح تيموثي س. ماي في «السايفيرنوميكون» أن الأناركية المعماة مؤهلة لتكون شكلًا من اللاسلطوية الرأسمالية: 
من غير الواضح ما الذي سينشأ عن هذا، ولكني أعتقد أنه شكل من السوق المستمدة من اللاسلطوية الرأسمالية وهو ما أسميه «الأناركية المعماة».
من الاقتباسات الأخرى لتعريف الأناركية المعماة، تحت عنوان «ما هي الأناركية المعماة؟»، يكتب ماي: 
يعتقد البعض منا أن الأشكال العديدة للتعمية المنيعة ستتسبب في تحجيم سلطة الدولة، وربما تنهار تلك السلطة فجأة. نعتقد أن التوسع في فضاء التعمية، مع الاتصالات الآمنة، والمال الرقمي، والأسماء المستعارة، وغيرها من التفاعلات المعماة، ستغير بعمق من طبيعة الاقتصاد والعلاقات الاجتماعية.
سيكون وقتًا عصيبًا على الحكومة لتجميع الضرائب، وتنظيم سلوكيات الأفراد والشركات (الصغيرة على الأقل)، وستمارس الإكراه على الأفراد، دون معرفة ماهية هؤلاء الأفراد.